# Att hata allt mänskligt liv
Att hata allt mänskligt liv är en roman av Nikanor Teratologen, utgiven 2009 på förlaget h:ström - Text & Kultur. Bokens handling kretsar kring ett filosofiskt samtal mellan den brittiske arkeologen Alexander Cunningham och en indisk gud som heter Bhairava. Den fick ett mestadels positivt mottagande av kritikerna och recenserades i flera större tidningar, bland annat Dagens Nyheter, Svenska Dagbladet, Aftonbladet och Göteborgs-Posten. En norsk översättning av Stig Sæterbakken, Å hate alt menneskelig liv, kom ut på förlaget Cappelen Damm 2012.